# Hieronyma crassistipula
L'Hieronyma crassistipula 
és una espècie de planta de la família Phyllanthaceae, que es va separar recentment de la família Euphorbiaceae. És endèmica de Cuba.